# Sainte-Radegonde (Charente-Maritime)
Sainte-Radegonde is een gemeente in het Franse departement Charente-Maritime (regio Nouvelle-Aquitaine) en telt 426 inwoners (2005). De plaats maakt deel uit van het arrondissement Saintes.

## Geografie
De oppervlakte van Sainte-Radegonde bedraagt 11,2 km², de bevolkingsdichtheid is 38,0 inwoners per km².
De onderstaande kaart toont de ligging van Sainte-Radegonde (Charente-Maritime) met de belangrijkste infrastructuur en aangrenzende gemeenten.

## Demografie
Onderstaande figuur toont het verloop van het inwonertal (bron: INSEE-tellingen).

1. ↑  Populations de référence 2022.